# Monsters (serie televisiva 2012)
Monsters è un dorama stagionale autunnale prodotto e mandato in onda da TBS nel 2013 in 8 puntate; vede per la prima volta Yamapi fare da spalla comica al senpai Shingo Katori.

## Cast
- Shingo Katori - Hiratsuka Heihachi
- Tomohisa Yamashita - Saionji Kousuke
- Yusei Tanaka - Kousuke da bambino (ep1)
- Aren Morita - Kousuke da ragazzo (ep1)
- Kosuke Sato - Kousuke a 9 anni (ep1)
- Kanako Yanagihara - Takano Emi
- Tomoya Warabino - Takakura Kanji
- Daisuke Kikuta - Kudo Hayato
- Tatsuya Hino - Fujisaki Junichi
- Tomoya Shiroishi - Hara Shuji
- Yasukage Hinaka - Kitagawa Kouji
- Makoto Otake - Kenmochi Wataru
- Kenichi Endo - Kaneda Hajime

### Star ospiti
- Yoshinori Okada - Shinichiro Tokudaira (ep.1)
- Natsuki Katō - Asami Tokudaira (ep.1)
- Reiko Takashima - Yoko Tokudaira (ep.1)
- Tetsuya Takeda - Tatsuzo Nishizaki (ep.1)
- Kazue Tsunogae - Kazue Uchida (ep.1)
- Ren Kiriyama - Toru Muroka (ep.1)
- Jiro Dan - Kunio Tokudaira (ep.1)
- Ryo Iwamatsu - Shintaro Saginuma (ep.2)
- Kazuyuki Asano - Kozo Ohata (ep.2)
- Rika Furukawa - Kumiko Ohata (ep.2)
- Koji Yamamoto - Shoichi Yamamura (ep.2)
- Gota Watabe - Issei Tagawa (ep.2)
- Hashinosuke Nakamura - Kyoushirou Shinoda (ep.3)
- Akira Shirai - Kengo Yazaki (ep.3)
- Takashi Kobayashi - Tsutomu Shimamura (ep.3)
- Kenji Uchikura - Shinichi Aizawa (ep.3)
- Eisaku Yoshida - Kenichi Ando (ep.4)
- Jirō Satō - Hideki Murakawa (ep.4)
- Katsuhiko Sasaki - Shunzou Kadokura (ep.4)
- Hiroyuki Onoue - Takahiro Tsuchida (ep.4)
- Haru - Kayo Suzuki (ep.4)
- Takaaki Enoki - Ryoujiro Maruoka (ep.5)
- Shunsuke Nakamura - Nobuhiro Shijo (ep.5)
- Tatsuhito Okuda - Rokuro Okawara (ep.5)
- Tomoko Ikuta - Mitsuko Okawara (ep.5)
- Kenta Uchino - Haruo Aoyama (ep.5)
- Masayuki Ito - Ishizuka (ep.5)
- Shido Nakamura - Myuru Honma (ep.6)
- Hidekazu Mashima - Shuichi Kagawa (ep.6)
- Shigemitsu Ogi - Kenkichi Matsubara (ep.6)
- Ryoko Yuui - Atsuko Kagawa (ep.6)
- Kinya Kikuchi - Akio Shimada (ep.6)
- Tokuma Nishioka - Hidehiko Noguchi (ep.6)
- Miki Mizuno - Misako Fujikawa (ep.7)
- Takahiro Fujimoto - Seigi Kurosaki (ep.7)
- Hideo Sakaki - Futoshi Nikaido (ep.7)
- Kazumasa Taguchi - Togoro Iwabuchi (ep.7)
- Eiko Otani - Toyoko Kojima (ep.7)
- Aoi Nakamura - Jyunpei Sekine (ep.8)
- Aimi Satsukawa - Kana Takabayashi (ep.8)
- Naomasa Musaka - Goichi Kamata (ep.8)
- Yuriko Hirooka - Hatsuko Sugiyama (ep.8)

## Sigla
MONSTERS dei The MONSTERS (duetto composto per l'occasione da Shingo Katori e Yamapi)